# Suite pour piano de Milhaud
La Suite op. 8 de Darius Milhaud est une suite de cinq pièces pour piano composée en 1913 et publié l'année suivante. Il s'agit de la première partition de Milhaud pour piano seul.

## Présentation
La Suite op. 8 de Darius Milhaud est en cinq mouvements :
1. Lent en la majeur à 
 — dédié à Jean Wiéner ;
2. Vif et clair en mi majeur à 
 — dédié à Henri Cliquet-Pleyel ;
3. Lourd et rythmé en fa dièse majeur et do dièse majeur à 
 — dédié à Roger de Fontenay ;
4. Lent et grave, à 
 — dédié à Céline Laguarde ;
5. Modéré — Animé en fa majeur à 
 — dédié à Georgette Culler.

La partition est publiée en 1914 par Durand,. Dans le catalogue des œuvres de Milhaud, la Suite porte le numéro d'opus 8.

## Création
La Suite op. 8 de Darius Milhaud est créée par la pianiste Georgette Culler, dédicataire de la 5e pièce, le 23 mars 1914 à Bruxelles,.

## Analyse
Guy Sacre estime « cette Suite juvénile, gonflée de musique. Milhaud y montre d'emblée son goût du contrepoint : à côté de plans sonores à la Debussy, il pratique déjà cet étagement de lignes claires, cette superposition de motifs que bientôt la polytonalité rendra plus perceptible encore ».
Pour Alfred Cortot, « dans son ensemble, et en dépit de sa sécheresse systémique, [c'est] une œuvre de musicien parfaitement instruit des ressources de son métier et, dans quelques-unes de ses cinq parties — notamment la deuxième et la cinquième — déjà inspirée par une conception de goût et de facture nettement personnels ».